# Reuter-Wagner-Museum

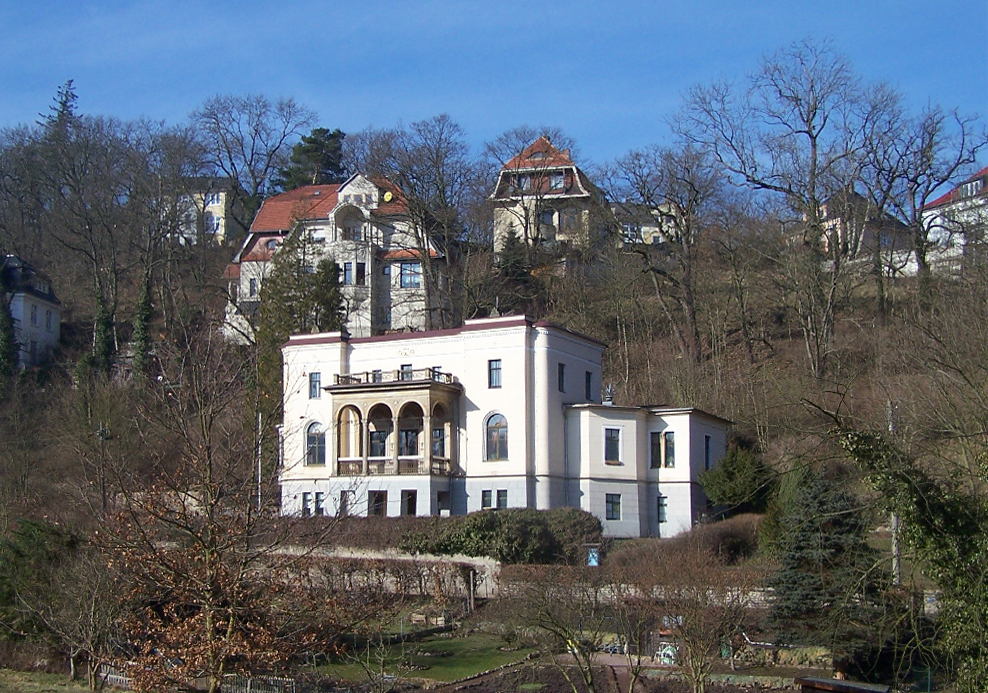
Die Reuter-Villa in Eisenach

Das Reuter-Wagner-Museum befindet sich seit 1897 in der Reuter-Villa am Fuße der Wartburg im Helltal in Eisenach. Sie beherbergt die weitgehend erhaltene Ausstattung der letzten Wohnräume des niederdeutschen Dichters Fritz Reuter sowie u. a. die Richard-Wagner-Sammlung des Österreichers Nikolaus Oesterlein.

## Geschichte des Hauses
Fritz Reuter (1810–1874), der 1863 seinen Wohnsitz von Neubrandenburg in Mecklenburg nach Eisenach verlegt hatte und damals zu den bestverdienenden Literaten seiner Zeit zählte, ließ 1866–1868 die Villa im Stile der Neorenaissance erbauen und lebte dort bis zu seinem Tode. Die Pläne für die Villa erstellte der damals sehr renommierte Architekt Ludwig Bohnstedt. Den Villen-Garten ließ Reuter nach den Plänen seines Freundes und Corps-Bruders aus Studienzeiten, des königlich preußischen Hofgartendirektors Ferdinand Jühlke, gestalten. Auf Reuters Bitte hin erstellte Jühlke im Jahre 1867 einen Gartenplan mit einem Verzeichnis der zu pflanzenden Obst- und Gemüsearten. Ehemals bestand der sich an den Steilhang anschmiegende Garten aus einem (heute nicht mehr existierenden) Küchen- und Obstgarten sowie aus dem Wohn- und Ziergarten, welcher die Villa dreiseitig umschließt. Die Pflege dieses Gartens war Reuters liebste Beschäftigung, den Schmuck des Hauses überließ er seiner Frau.
Nach dem Tod von Reuters Witwe Luise 1894 fiel das Haus laut Testament zunächst an die Deutsche Schillerstiftung nach Weimar, wurde dann nach einem Jahr von der Stadt Eisenach erworben und zu einem Museum für den Dichter umgestaltet.
Heute ist das Eisenacher Reuter-Haus neben dem Fritz-Reuter-Literaturmuseum im Geburtshaus in Stavenhagen das bedeutendste Reuter-Museum. In der Beletage sind die Räume mit originalem Mobiliar zu besichtigen, einschließlich des Salons, in dem heute regelmäßig Kultur-Veranstaltungen wie Konzerte, Lesungen oder Vorträge sowie Trauungen des Standesamtes stattfinden.

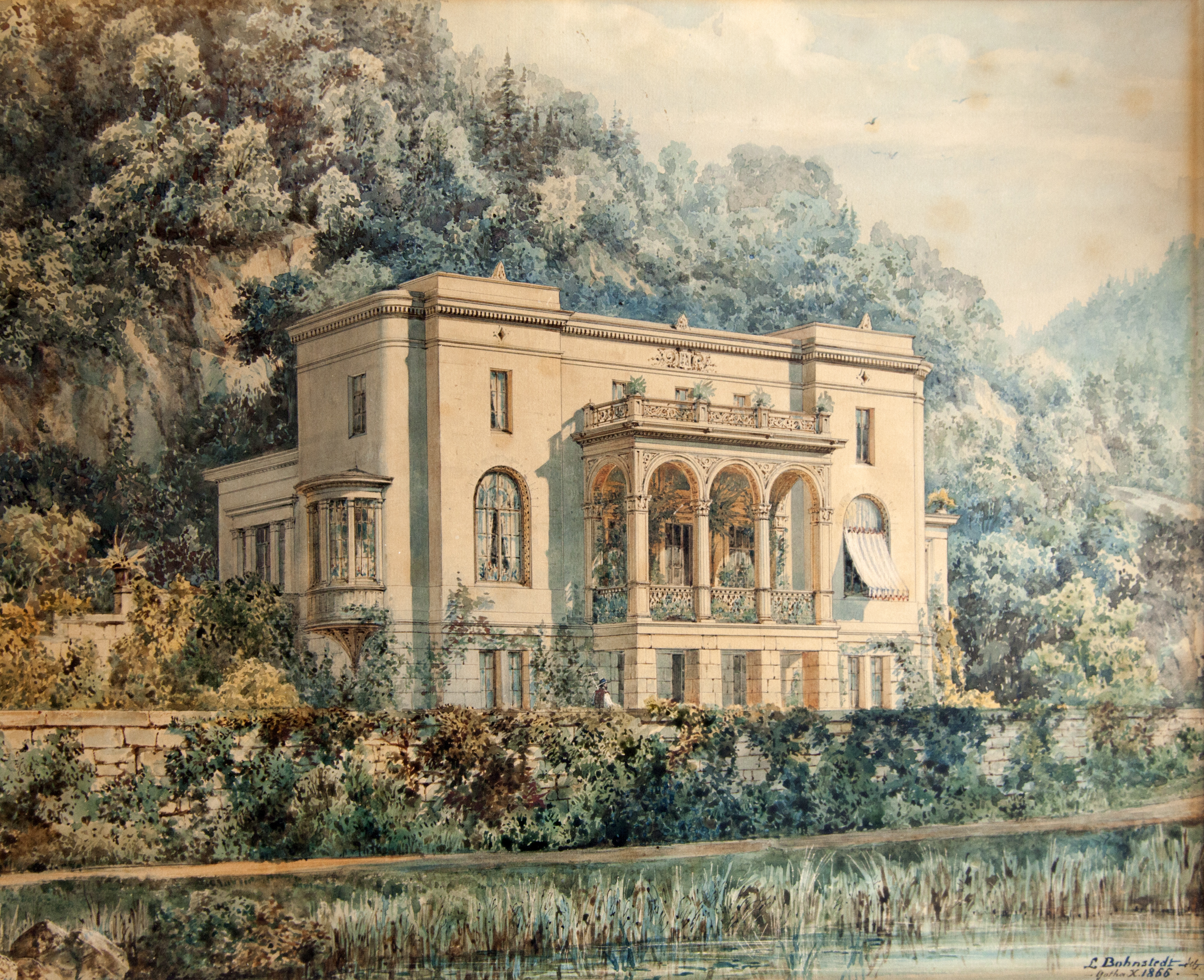
Villa Reuter im Jahr 1866 (Aquarell des Architekten Ludwig Bohnstedt)
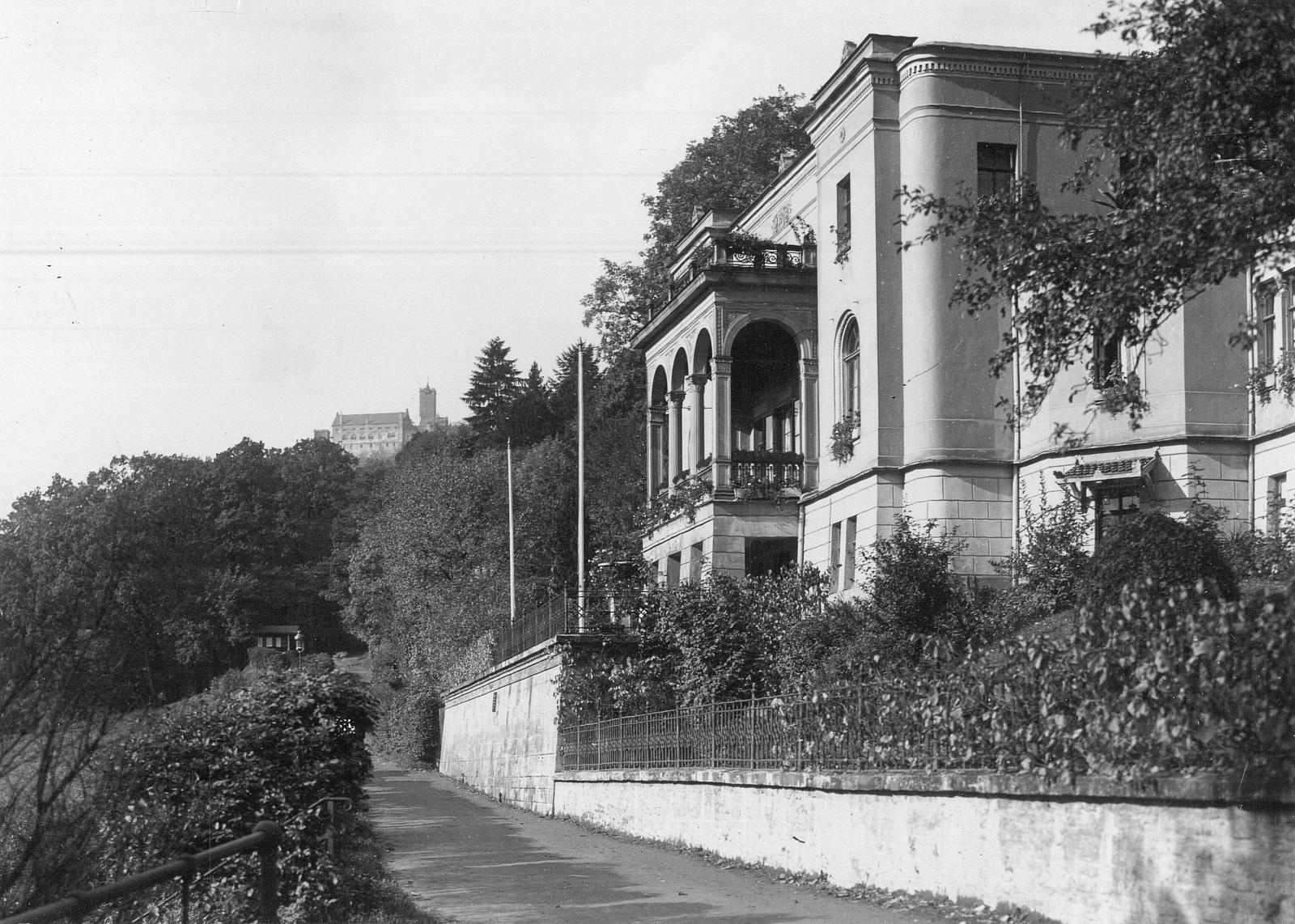
Reuter-Villa mit Wartburg um 1920
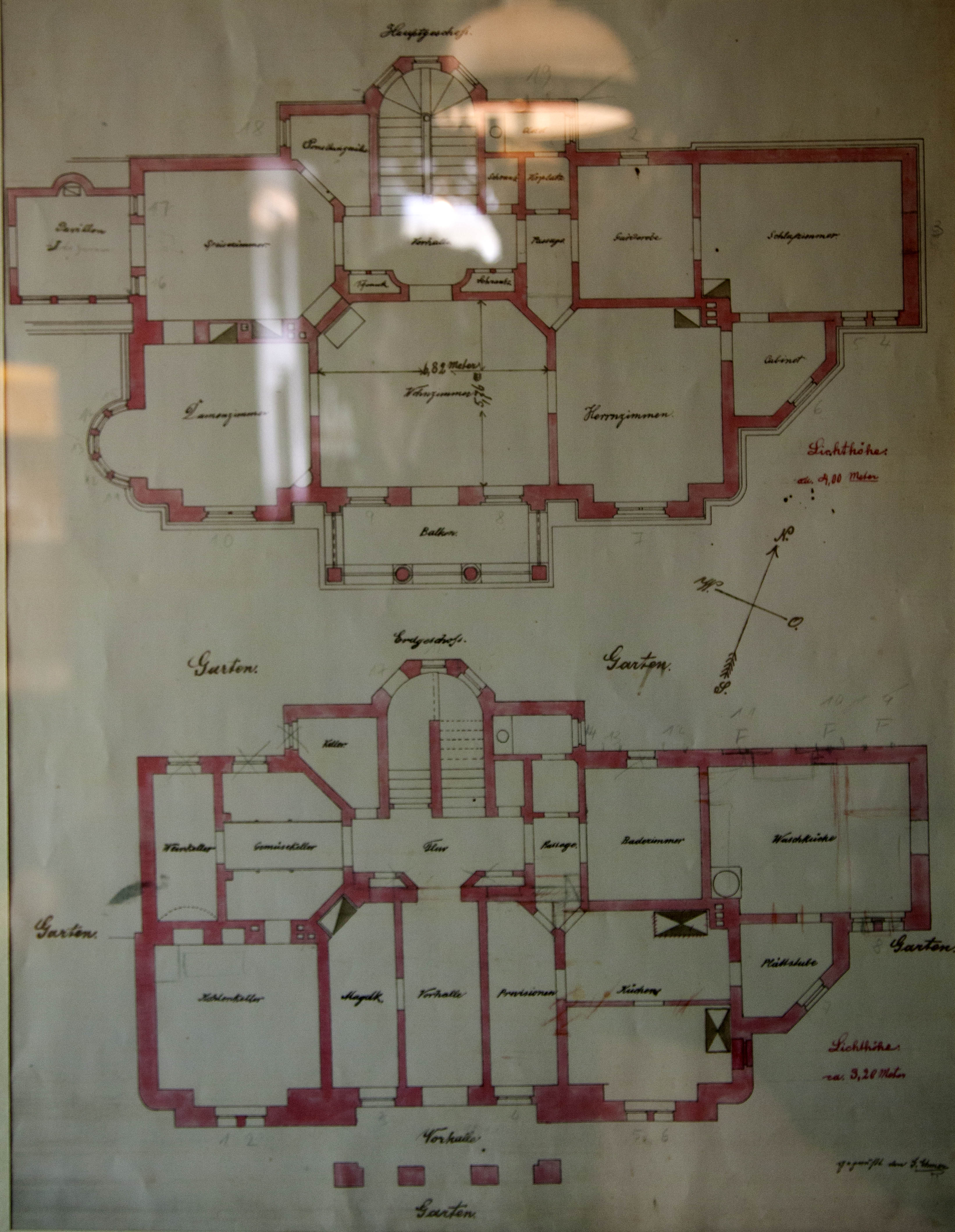
Grundriss der Villa Reuter
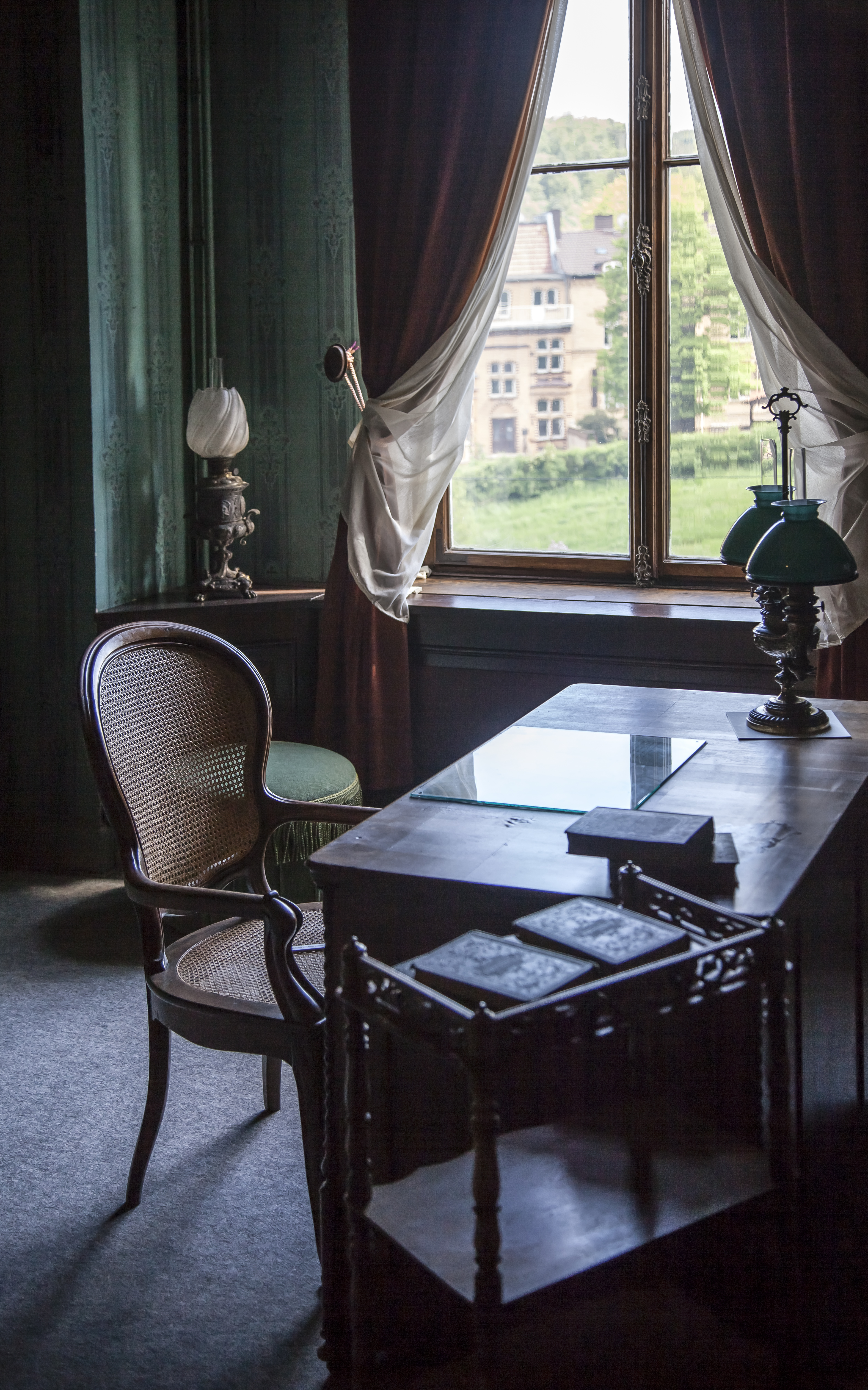
Fritz Reuters Arbeitszimmer
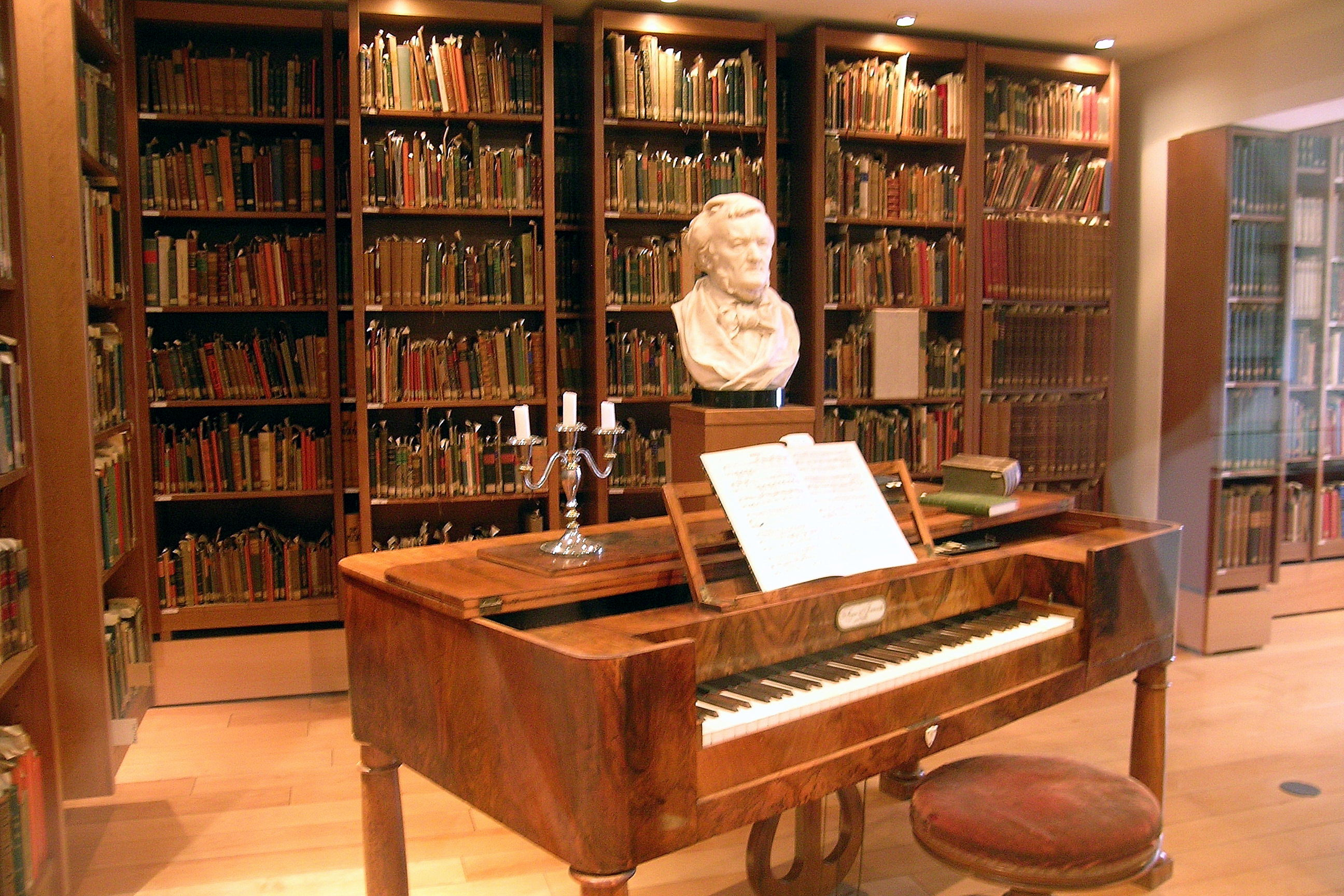
Wagner-Bibliothek in der Reuter-Villa
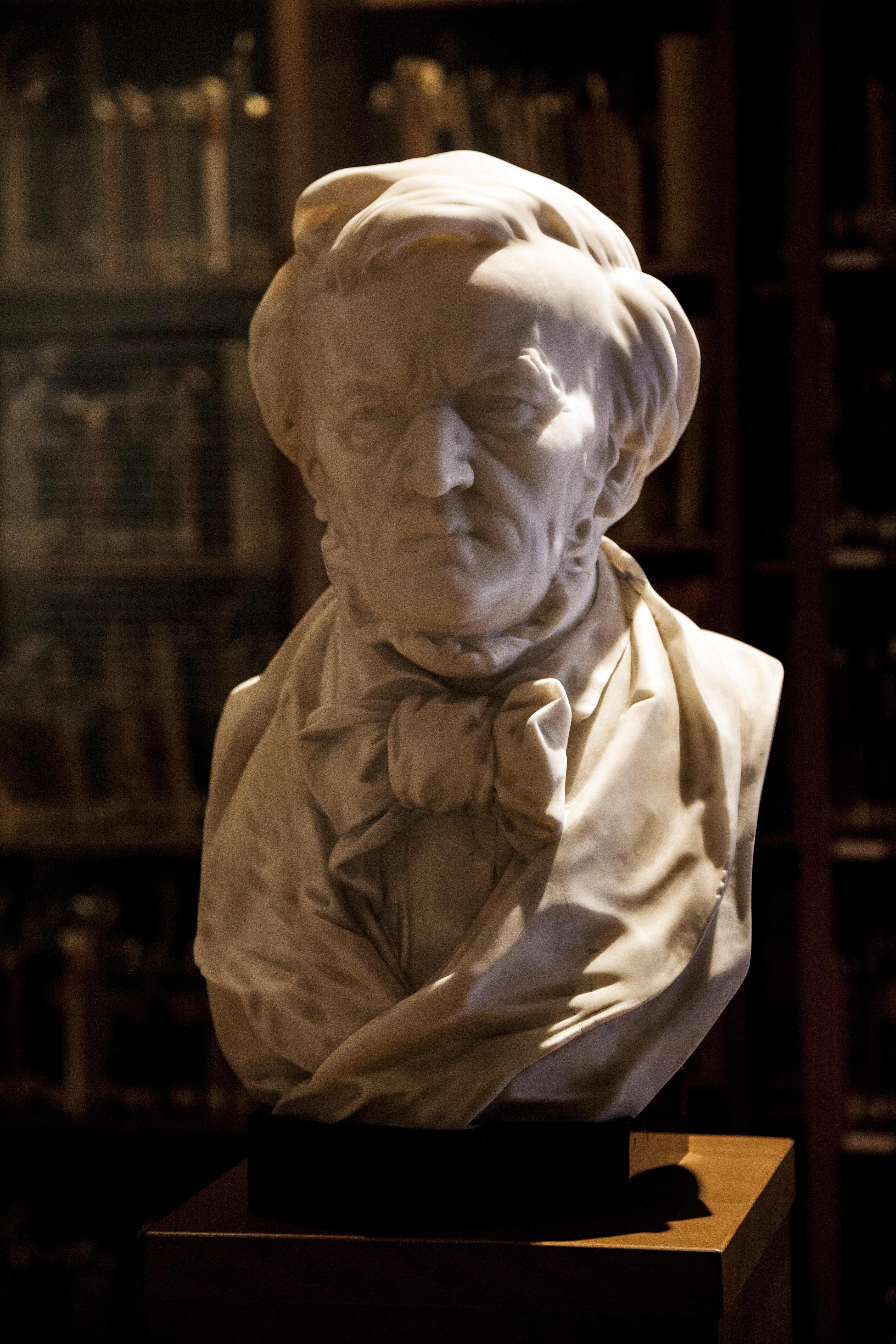
Richard-Wagner-Büste
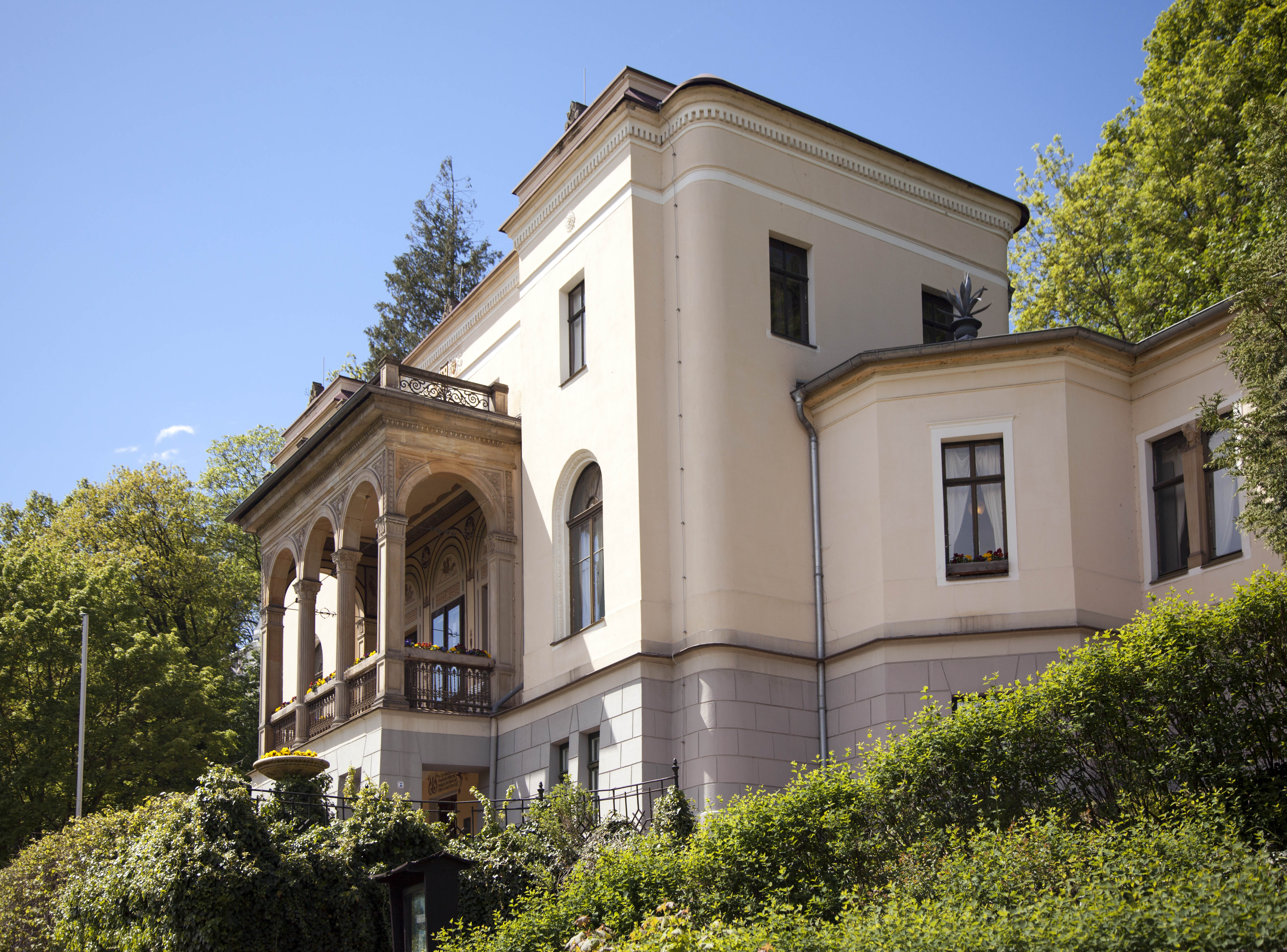
Villa Reuter (2016)

## Richard-Wagner-Sammlung Oesterlein

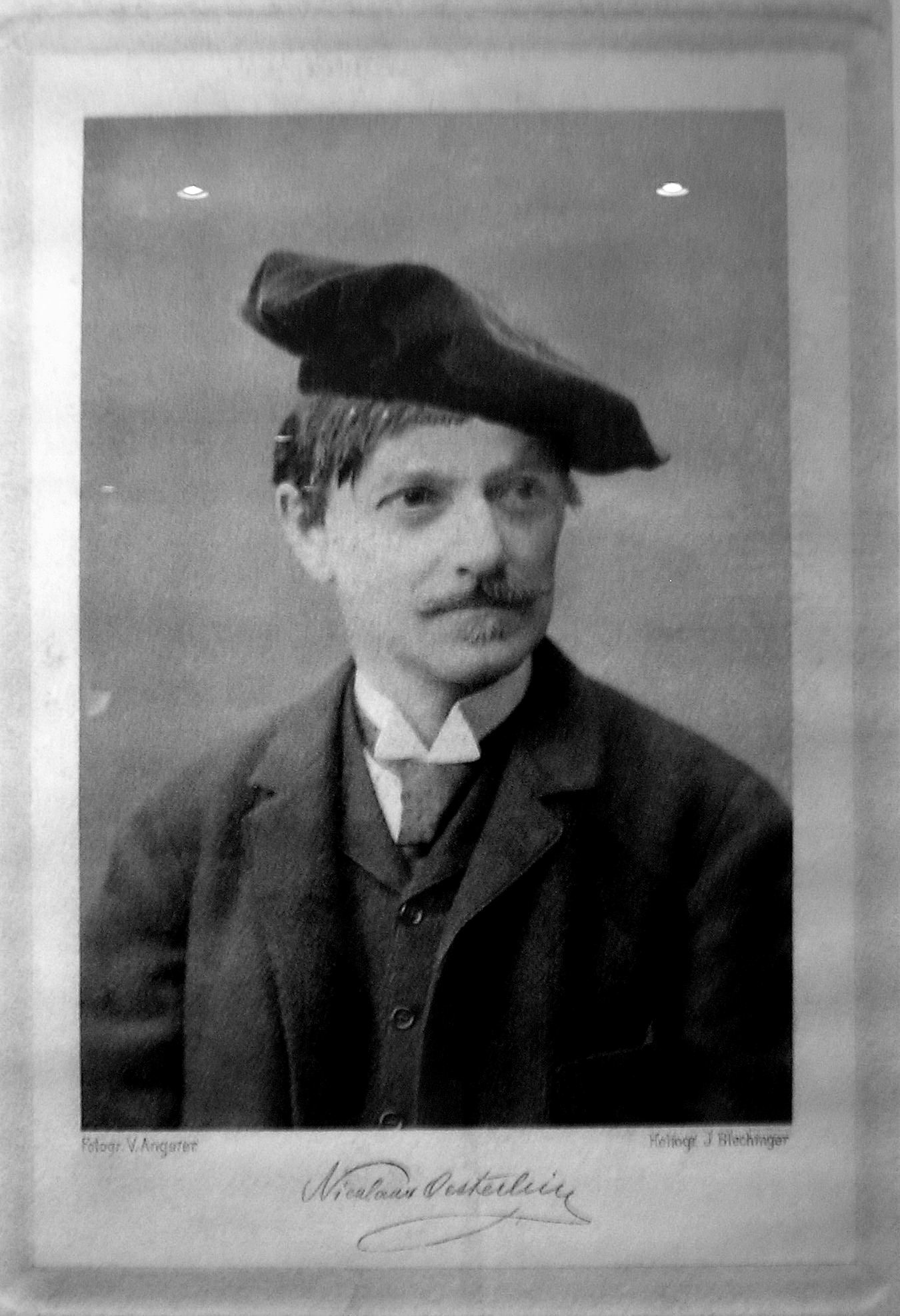
Nicolaus Oesterlein

Der leidenschaftliche Wagnerianer Nikolaus Johannes Oesterlein (1841–1898) sammelte akribisch alles, was mit dem „Meister“ und seinen Werken im Zusammenhang stand, von Eintrittskarten, Büsten, Briefen, Fotos, Plakaten und Zeitungsartikeln bis hin zu Originalpartituren. 1882 veröffentlichte er den ersten „Katalog einer Richard-Wagner-Bibliothek“ und eröffnete 1887 in Wien ein Privatmuseum. Bald war die Sammlung auf über 20.000 Objekte angewachsen (etwa 200 Handschriften Wagners, 100 Büsten, 700 Theaterzettel, 1000 Fotos und 15.000 Zeitungsausschnitte), so dass sich Oesterlein im fortgeschrittenen Alter zu einem Verkauf entschloss. Der Lexikograph Joseph Kürschner vermittelte 1895 den Verkauf der Sammlung an die Stadt Eisenach, die diese 1897 in die Reuter-Villa integrierte und für die Öffentlichkeit als Reuter-Wagner-Museum zugänglich machte.
Die Sammlung ist die größte ihrer Art außerhalb Bayreuths und wurde 1997 neu konzipiert. Im Mittelpunkt steht die über 5000 Bände umfassende Bibliothek, die neben den sämtlichen Werken Wagners den fast lückenlosen Bestand der Wagner-Sekundärliteratur des 19. Jahrhunderts enthält. Zu sehen sind auch Originalbriefe Wagners, eine handgeschriebene Rienzi-Partitur mit vielen Notizen Wagners, sowie eine Auswahl an „Curiosa“ und Zeitungsartikeln, u. a. dem 2. Steckbrief von 1853, in dem Wagner als „gefährliches Individuum“ bezeichnet wird.